# Achraf Bencharki
Achraf Bencharki, né le 24 septembre 1994 au Maroc, est un footballeur international marocain évoluant au poste d'attaquant à Al Ahly SC.

## Biographie

### Débuts et formation au MAS de Fès
Né au Maroc, il commence le football professionnel dans le Maghreb AS à Fès en 2014 en Botola Pro (Botola Maroc Telecom depuis 2015). Le 4 juin 2016, il inscrit un triplé dans le championnat du Maroc avec le Maghreb AS, lors d'un match contre le Hassania d'Agadir (victoire 2-5).

### Champion d'Afrique avec le Wydad
Le 24 août 2016, il signe un contrat de 4 ans au Wydad de Casablanca. Le 5 septembre 2016, il joue son premier match avec le Wydad dans un match à l'extérieur face au Maghreb AS. Le 4 novembre 2017, il remporte la Ligue des champions africaine.
Il est retenu par Houcine Ammouta pour disputer la Coupe du monde des clubs aux Émirats arabes unis en décembre 2017.

### Première expérience à l'étranger avec al-Hilal
Courtisé en fin d'année 2017 par le FC Utrecht, RSC Anderlecht ou encore l'OGC Nice, il finira par signer au club saoudien d'Al-Hilal FC le 19 janvier 2018. Il joue son premier match en championnat contre Al Ittihad.
Il joue sept rencontres et trouve le chemin des filets à trois reprises.

### Une saison en prêt au RC Lens

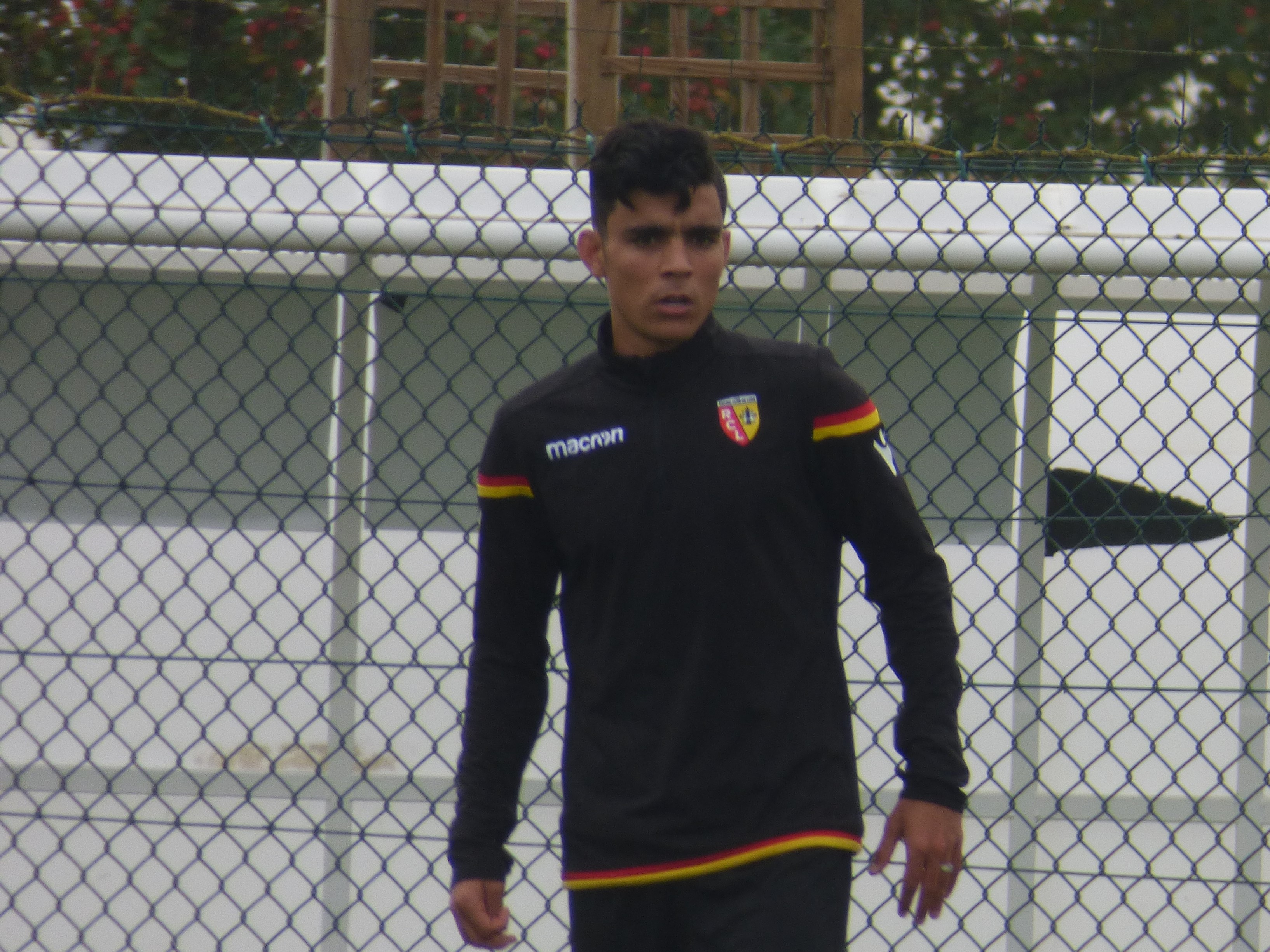
Bencharki à l'entraînement avec le RC Lens en septembre 2018.

Le 28 août 2018, il est prêté au Racing Club de Lens avec option d'achat.
Alors qu'une fin de prêt est envisagée, Bencharki inscrit ses deux premiers buts en championnat lors d'une victoire 2-1 face à l'AS Nancy-Lorraine le 19 janvier 2019.

### Cinq titres en trois ans au Zamalek
Le 15 juillet 2019, il signe au club égyptien de Zamalek Sporting Club.
Fin juin 2022, alors que le contrat de Bencharki arrive à son terme, le président du Zamalek, Mortada Mansour, annonce que le joueur ne souhaite pas rempiler et qu'il s'apprête à quitter le championnat égyptien. Toutefois, la saison n'étant pas encore terminée en Égypte, l'attaquant marocain continue de prendre part aux matchs du club et parvient notamment, le 16 juillet, à marquer un doublé contre Ghazl El Mahallah lors d'une victoire (2-0) importante dans la course au titre.
Cinq jours plus tard, le Zamalek dispute la finale de la Coupe d'Égypte 2020-2021 contre son grand rival, Al Ahly. Bencharki est titulaire et joue l'intégralité de la rencontre que son équipe gagne sur le score de deux buts à un. À l'issue du match, le joueur publie sur les réseaux sociaux un message d'adieu confirmant son départ après trois années passées au club et cinq titres remportés. Bencharki quitte donc le Zamalek à neuf journées de la fin du championnat et le laisse en tête du classement avec 57 points.

### Retour dans le golfe à al-Jazira
Libre de tout engagement après son départ du Zamalek, Achraf Bencharki rejoint deux semaines plus tard, le 5 août 2022, le club d'al-Jazira, aux Émirats arabes unis.

### Al Rayyan SC
Achraf Bencharki rejoint Al Rayyan SC au Qatar en septembre 2023. Lors de la saison 2024-25, le joueur a disputé 12 matchs toutes compétitions confondues avec Al Rayyan SC, marquant un but et fournissant 5 passes décisives.

## En équipe nationale
Il participe avec l'équipe du Maroc olympique au Tournoi de Toulon en 2015. Il inscrit quatre buts lors de cette compétition, avec notamment un doublé contre l'Angleterre (match nul 3-3). Le Maroc atteint la finale du tournoi, en étant battu par l'équipe de France (3-1). Il termine meilleur buteur du tournoi.
Le 11 novembre 2017, il remplace Khalid Boutaïb à la 75e minute et participe à la finale des qualifications pour la Coupe du monde en Russie face à la Côte d'Ivoire à Abidjan et se voit qualifié à la Coupe du monde 2018 après une victoire de 0-2.
Il dispute le CHAN 2018 avec l'Équipe A' emmenée par Jamal Sellami.
Le 27 mai 2021, à l'occasion de la deuxième trêve internationale de l'an 2021, il est sélectionné par Vahid Halilhodžić en équipe du Maroc pour prendre part à deux matchs amicaux contre l'équipe du Ghana (8 juin 2021) et du Burkina Faso (12 juin 2021).
Le 22 novembre 2021, il figure parmi les 23 sélectionnés de Houcine Ammouta pour prendre part à la Coupe arabe de la FIFA 2021. Le 4 décembre 2021, il délivre une passe décisive à Mohamed Chibi contre la Jordanie dans les temps additionnels de la 45e minute (victoire, 0-4).

## Statistiques
| Saison                | Club                  | Championnat           | Championnat | Championnat | Coupe(s) nationale(s) | Coupe(s) nationale(s) | Compétition(s) continentale(s) | Compétition(s) continentale(s) | Compétition(s) continentale(s) | Maroc | Maroc | Total | Total |
| Saison                | Club                  | Division              | M.          | B.          | M.                    | B.                    | Comp.                          | M.                             | B.                             | M.    | B.    | M.    | B.    |
| 2014-2015             | MAS de Fès            | 1                     | 25          | 4           | -                     | -                     | -                              | -                              | -                              | -     | -     | 25    | 4     |
| 2015-2016             | MAS de Fès            | 1                     | 27          | 9           | 1                     | 1                     | -                              | -                              | -                              | -     | -     | 28    | 10    |
| 2016-2017             | Wydad AC              | 1                     | 25          | 4           | -                     | -                     | C1                             | 7                              | 2                              | -     | -     | 32    | 6     |
| 2017-2018             | Wydad AC              | 1                     | 5           | 0           | 2                     | 1                     | C1                             | 6                              | 3                              | 8     | 1     | 21    | 5     |
| 2017-2018             | Al-Hilal FC           | 1                     | 7           | 3           | -                     | -                     | C1                             | 6                              | 0                              | -     | -     | 13    | 3     |
| 2018-2019             | RC Lens (prêt)        | 2                     | 23          | 3           | 3                     | 1                     | -                              | -                              | -                              | -     | -     | 26    | 4     |
| 2019-2020             | Zamalek SC            | 1                     | 22          | 3           | 6                     | 4                     | C1+SC                          | 12+1                           | 7+2                            | -     | -     | 41    | 16    |
| 2020-2021             | Zamalek SC            | 1                     | 30          | 15          | 4                     | 1                     | C1                             | 6                              | 0                              | -     | -     | 40    | 16    |
| 2021-2022             | Zamalek SC            | 1                     | 21          | 8           | 1                     | 1                     | C1                             | 8                              | 2                              | 2     | 0     | 32    | 11    |
| Total sur la carrière | Total sur la carrière | Total sur la carrière | 185         | 49          | 17                    | 9                     | -                              | 46                             | 16                             | 10    | 1     | 258   | 75    |

### Matchs internationaux
Le tableau suivant liste les rencontres de l'équipe du Maroc dans lesquelles Achraf Bencharki a été sélectionné depuis le 13 août 2017 jusqu'à présent.

## Palmarès

### En club
Wydad AC (2) :
- Championnat du Maroc (1) :
  - Champion : 2017
- Ligue des champions de la CAF (1) :
  - Vainqueur : 2017

 Al-Hilal (2) :
- Championnat d'Arabie saoudite (1) :
  - Champion : 2018
- Supercoupe d'Arabie saoudite (1) :
  - Vainqueur : 2018

 Zamalek SC (6) :
- Championnat d'Égypte (2) :
  - Champion : 2021, 2022
- Coupe d'Égypte (2) :
  - Vainqueur : 2019, 2021
- Supercoupe d'Égypte (1) :
  - Vainqueur : 2020
- Supercoupe de la CAF (1) :
  - Vainqueur : 2020
- Ligue des champions de la CAF
  - Finaliste : 2020

 Al Ahly SC (1) :
- Championnat d'Égypte (1) :
  - Champion : 2025

### En sélection nationale
Équipe du Maroc olympique :
- Tournoi de Toulon
  - Finaliste : 2015

 Équipe du Maroc
- Championnat d'Afrique des nations de football (1) :
  - Champion : 2018

### Distinctions personnelles
- Membre d'équipe-type d'Afrique en 2017
- Élu meilleur joueur du Zamalek en 2020
- Élu meilleur joueur du Championnat d'Égypte en 2020